# Старый пивоваренный завод (Котка)

## История

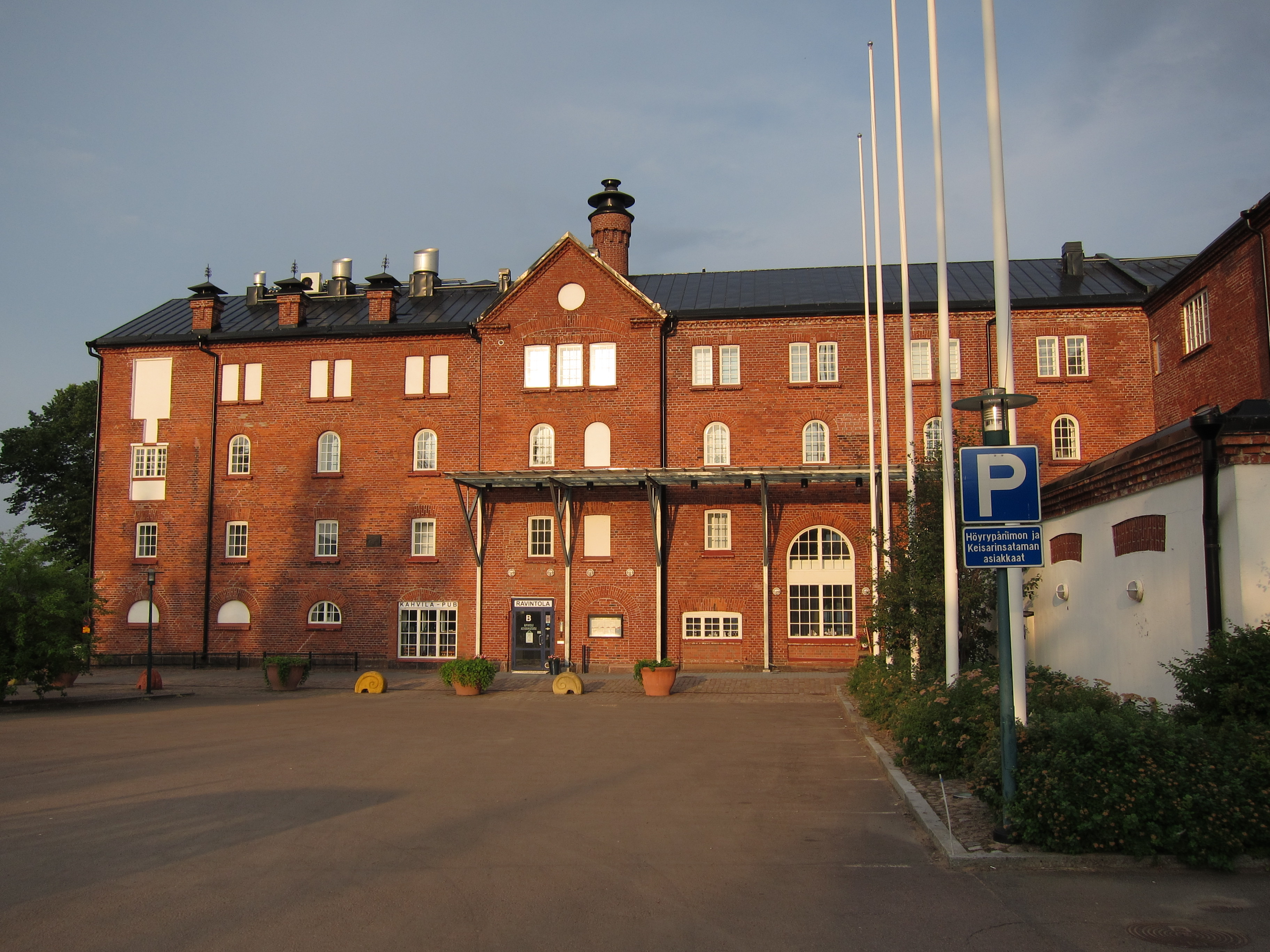
Старая пивоварня в Котке

Пивоваренный завод в Котке был основан в 1894 году и спроектирован архитектором Алвином Якоби. Завод был торжественно открыт 22 августа 1895 года и начал производить пиво под названием «Укко». В первые же годы производство пива превышало 700 000 литров в год, и уже в 1912 году пивоваренный завод стал пятым по объёмам производства из всех 59 пивоваренных заводов Финляндии.
В 1920 году английская компания Newsk, производящая свечи, мыло и духи, купила контрольный пакет акций завода, прекратила производство своего солода и приостановила производство пива. Выборгское предприятие Havin oy, дочернее предприятие компании Newsk в Финляндии, выкупило пивоваренный завод и стало снова производить пиво из готового солода вплоть до 1927 года, когда акционерное общество Кюминлааксо выкупило акции пивоварни и перевело туда свою компанию по производству прохладительных напитков. В другой части завода стали работать колбасная и столярная фабрики.
В 1952 году пивоварня провела модернизацию производственных мощностей. В это время на заводе работали 70 человек. Через несколько лет пивоварню купила компания Mallasjuoma oy, которая полностью прекратила производство пива. После этого в здании стали работать разные мелкие предприятия — от авторемонтной мастерской до прачечной.
В 1990 году пивоварню приобрёл город Котка, однако у руководства не было чёткого представления о том, что делать со зданием, находившемся в плохом состоянии. Так как здание представляло историческую ценность и располагалось в красивом месте на берегу Финского залива недалеко от центра города, муниципалитет Котки, губернское правление и музейное ведомство заключили трёхсторонний договор, который подтверждал историческую, архитектурную и ландшафтную ценность пивоваренного завода и присваивал ему статус охраняемого объекта.

## Современное использование
Пивоваренный завод — одно из самых старых зданий в Котке и признанная достопримечательность города. Облик старого здания пивоварни, вписанного в ландшафтно-природный контекст, создаёт хорошие условия для проведения на его территории разнообразных мероприятий и праздников, например, свадеб. В здании работает ресторан «Keisarinsatama».